# Mallarino-Bidlack traktaten
Den såkaldte Mallarino-Bidlack traktat blev indgået den 12. december 1846 mellem Nueva Granada (i dag: Colombia) og USA. Den blev officielt betegnet som Tratado de Paz, Amistad, Navegación y Comercio (= "Traktat om fred, venskab, sejlads og handel"), og den var i princippet en gensidig handelsaftale mellem to ligeberettigede lande. I realiteten skulle den vise sig at være det første juridiske tiltag, hvor USA blandede sig økonomisk i forholdene på Panamatangen, som på det tidspunkt var en del af Nueva Granada.

## Historie
Kort efter opløsningen af Gran Colombia i 1830 havde området Panama forsøgt at løsrive sig, og både samme år, 1831, og i 1840-1841 etablerede det sig som en uafhængig stat. Under denne korte uafhængighedsperiode foreslog Panamas udenrigsminister, Mariano Arosemena, en aftale, som ville indebære, at Storbritannien, USA og Frankrig skulle garantere landtangens suverænitet og neutralitet.
Efter genforeningen af Panamatangen med Nueva Granada i 1841, overvejede landets myndigheder den samme idé om at foreslå de nævnte lande garantier, som kunne fastholde Nueva Granadas kontrol med landtangen.
Ud fra den tanke overdrog Nueva Granadas udenrigsminister, Manuel María Mallarino, et hemmeligt dokument fra sin regering til USA's forhandlingsleder, Benjamin Bidlack, hvori den neogrenadinske regering gjorde USA opmærksom på den fare, der lå i Storbritanniens ønsker om at kontrollere "de mest handelsmæssige punkter på det amerikanske kontinent". Nueva Granada foreslog USA, at det skulle garantere Panamatangens ejendomsforhold, suverænitet og neutralitet, og man tilbød joint venture vedrørende transport af varer, post, passagerer osv. hen over Panamatangen.
På den baggrund indgik man traktaten om fred, venskab, sejlads og handel den 12. december 1846. Den skulle dog vise sig at være ufordelagtig for Panama, særligt ud fra artikel 35, hvor USA lover at garantere landtangens neutralitet og den frie transport mellem Stillehavet og Atlanterhavet. På den måde blev grundlaget skabt for indblanding i Panama.

## Traktatens centrale punkter
De følgende er nogle af de afgørende punkter i artikel 35:
- I Nueva Granadas havne, heri indbefattet dem på Panamatangen har USA's indbyggere, skibe og varer fuldstændig toldfrihed, privilegier og frihed for retsforfølgelse, for så vidt som det drejer sig om handel og sejlads. De samme rettigheder udstrækkes til de passagerer, breve og varer fra USA, som er på gennemrejse i nævnte område.
- Nueva Granadas regering garanterer USA's regering at retten til transport eller passage gennem Panamatangen for hvilke som helst af de transportmidler, som findes i dag, eller som måtte findes i fremtiden, skal være fri og uhindret for borgere, regering, industriprodukter eller varer fra USA.
- Hverken borgerne i USA eller deres varer skal pålægges eller opkræves nogen told ved deres rejse, uanset vej eller kanal, ud over den, som pålægges eller opkræves af neogranadinerne.
- USA garanterer Nueva Granada Panamatangens fuldstændige neutralitet med det sigte, at den fri gennemfart fra hav til hav aldrig skal blive afbrudt, mens denne traktat gælder.
- USA garanterer på samme måde de rettigheder til suverænitet og besiddelse, som Nueva Granada har i forhold til dette område.

Denne traktat blev den formelle indledning til det økonomiske, sociale og politiske forhold mellem USA og Panama, og den medførte i sin konsekvens en forsinkelse af Panamatangens adskillelse fra Nueva Granada, som hindrede befrielsesbevægelserne i den sidste halvdel af det 19. århundrede. 

## Eksterne links
- Oversigt over det historiske forhold mellem Panamá og USA Arkiveret 15. juni 2011 hos  Wayback Machine – på spansk
- Idéen om beskyttelse af Panamatangen belyst gennem taktaterne Arkiveret 29. oktober 2005 hos  Wayback Machine – på spansk